# Telescopus rhinopoma
Espèce
Statut de conservation UICN

 DD  : Données insuffisantes
Synonymes
- Dipsas rhinopoma Blanford, 1874
- Tarbophis rhinopoma (Blanford, 1874)
- Dipsadomorphis jollyi Wall, 1914

Telescopus rhinopoma  est une espèce de serpents de la famille des Colubridae.

## Répartition
Cette espèce se rencontre au Pakistan, dans le sud de l'Iran, dans le sud-ouest de l'Afghanistan et dans le sud du Turkménistan.

## Publication originale
- Blanford, 1874 : Descriptions of new Reptilia and Amphibia from Persia and Baluchistán. Annals and magazine of natural history, ser. 4, vol. 14, p. 31-35 (texte intégral).